# 皮根魯斯特站 (印地安納州)
皮根魯斯特站（英語：Pigeon Roost Station）是位於美國印地安納州斯科特縣的一個非建制地區。

## 地理
皮根魯斯特站所處的海拔為高於海平面183米（即600英呎），而該地所採用的時區為UTC-5，即北美東部時區（EST）。同時該地設有夏令時間，為UTC-5調快一小時，即UTC-4（EDT）。